# Максимцов, Сергей Андреевич
Сергей Андреевич Максимцов (род.11 августа 1989) — российский биатлонист, призёр чемпионата России. Мастер спорта России.

## Биография
Родился 11 августа 1989 в селе Мельниково, Шегарский район, Томская область.
Воспитанник школы олимпийского резерва им. Натальи Барановой (Томск). Первый тренер — К. П. Шинкаренко, также тренировался под руководством Н. Н. Юрьева. Выступал за Томскую область, позднее параллельным зачётом — за Новосибирскую область.
На чемпионате России становился серебряным призёром в гонке патрулей (2017), бронзовым призёром в гонке патрулей и смешанной эстафете (2013).
Бронзовый призёр чемпионата России по летнему биатлону (кросс) 2011 года в эстафете.
Становился победителем межрегиональных соревнований памяти Григория Харитонова (Новосибирск) в 2012 и 2017 годах.
Окончил Томский государственный архитектурно-строительный университет (2011).